# Valget i Tanzania 2005
Valget i Tanzania 2005 blev afholdt i to faser, én for Zanzibar og én for hele landet. Begge dele skulle egentlig afholdes den 30. oktober 2005, men det nationale valg blev udsat på grund af at en visepræsidentkandidat døde. Valget på Zanzibar blev afholdt 30. oktober som planlagt, mens det nationale valg blev afholdt 14. december. Dette var det tredje valg i Tanzania siden etpartistaten blev afskaffet i 1992.
Jakaya Kikwete fra Chama cha Mapinduzi vandt præsidentvalget med 80,28 % af stemmerne, fulgt af Ibrahim Lipumba fra Civic United Front med 11,68 % af stemmerne.

## Resultater på nationalt plan

### Præsident
| Kandidat            | Parti                                                     | Stemmer    | %      |
| ------------------- | --------------------------------------------------------- | ---------- | ------ |
| Jakaya Kikwete      | Chama cha Mapinduzi                                       | 9.123.952  | 80,28  |
| Ibrahim Lipumba     | Civic United Front                                        | 1.327.125  | 11,68  |
| Freeman Mbowe       | Chadema                                                   | 668.756    | 5,88   |
| Augustine Mrema     | Tanzania Labour Party                                     | 84.901     | 0,75   |
| Sengondo Mvungi     | National Convention for Construction and Reform – Mageuzi | 55.819     | 0,49   |
| Christopher Mtikila | Democratic Party                                          | 31.083     | 0,27   |
| Emmanuel Makaidi    | National League for Democracy                             | 21.574     | 0,19   |
| Anna Senkoro        | Progressive Party of Tanzania – Maendeleo                 | 18.783     | 0,17   |
| Leonard Shayo       | Demokrasia Makini                                         | 17.070     | 0,15   |
| Paul Henry Kyara    | Sauti ya Umma                                             | 16.414     | 0,14   |
| Antal stemmer       | Antal stemmer                                             | 11.365.477 | 100,00 |
| Valgopslutning      | 72,4 %                                                    |            |        |

### Nationalforsamling
| Parti                                                     | Stemmer                                             | %                                                   | Direkte- sæder                                      | Tillæg- sæder for kvinder                           | Sæder totalt |
| --------------------------------------------------------- | --------------------------------------------------- | --------------------------------------------------- | --------------------------------------------------- | --------------------------------------------------- | ------------ |
| Chama cha Mapinduzi                                       | 7.579.897                                           | 70,0                                                | 206                                                 | 58                                                  | 264          |
| Civic United Front                                        | 1.551.243                                           | 14,3                                                | 19                                                  | 11                                                  | 30           |
| Chadema                                                   | 888.133                                             | 8,2                                                 | 5                                                   | 6                                                   | 11           |
| Tanzania Labour Party                                     | 297.230                                             | 2,7                                                 | 1                                                   | –                                                   | 1            |
| National Convention for Construction and Reform – Mageuzi | 239.452                                             | 2,2                                                 | –                                                   | –                                                   | –            |
| United Democratic Party                                   | 155.887                                             | 1,4                                                 | 1                                                   | –                                                   | 1            |
| Andre partier                                             | 117.671                                             | 1,2                                                 | –                                                   | –                                                   | –            |
| Medlemmer nomineret af præsidenten                        | Medlemmer nomineret af præsidenten                  | Medlemmer nomineret af præsidenten                  | Medlemmer nomineret af præsidenten                  | Medlemmer nomineret af præsidenten                  | 10           |
| Repræsentanter for Repræsentanterne hus på Zanzibar       | Repræsentanter for Repræsentanterne hus på Zanzibar | Repræsentanter for Repræsentanterne hus på Zanzibar | Repræsentanter for Repræsentanterne hus på Zanzibar | Repræsentanter for Repræsentanterne hus på Zanzibar | 5            |
| Medlemmer pga. sit embede                                 | Medlemmer pga. sit embede                           | Medlemmer pga. sit embede                           | Medlemmer pga. sit embede                           | Medlemmer pga. sit embede                           | 2            |
| Totalt (valgopslutning 72 %)                              | 10.829.513                                          | 100,0                                               | 232                                                 | 75                                                  | 324          |

## Resultater på Zanzibar

### Præsident
| Kandidat                   | Parti                            | Antal stemmer | %     |
| -------------------------- | -------------------------------- | ------------- | ----- |
| Amani Abeid Karume         | Chama cha Mapinduzi              | 239.832       | 53,18 |
| Seif Shariff Hamad         | Civic United Front               | 207.773       | 46,07 |
| Haji Mussa Kitole          | Jahazi Asilia                    | 2.110         | 0,48  |
| Abdallah Ali Abdallah      | Democratic Party                 | 509           | 0,11  |
| Simai Abdulrahman Abdallah | National Reconstruction Alliance | 449           | 0,10  |
| Mariam Omar                | Sauti ya Umma                    | 335           | 0,07  |
| Stemmer totalt             | Stemmer totalt                   | 451.008       |       |
| Valgopslutning             | Valgopslutning                   | 90,8 %        |       |

### Repræsentanternes hus
| Parti               | Antal sæder (50 totalt) |
| ------------------- | ----------------------- |
| Chama cha Mapinduzi | 30                      |
| Civic United Front  | 19                      |
| Ugyldiggjort        | 1                       |

Merk: Et nyt valg blev afholdt for den ugyldiggjorte plads.